# Penny Oleksiak
Penelope "Penny" Oleksiak (Toronto, 13 de junho de 2000) é uma nadadora canadense, campeã olímpica.

## Carreira
Filha caçula dos cinco de dois ex-atletas, com um de seus irmãos, Jamie Oleksiak, sendo jogador de hóquei no gelo, Oleksiak começou a nadar competitivamente aos 9 anos. No Campeonato Mundial Júnior de Natação de 2015, ganhou seis medalhas, incluindo ouro no revezamento 4x100m livre.

### Rio 2016
Oleksiak competiu na natação nos Jogos Olímpicos de Verão de 2016. Ela se tornou a primeira canadense a ganhar 4 medalhas na mesma edição, bronze nos revezementos 4x100m e 4x200m livre, prata nos 100m borboleta, e ouro nos 100 metros livre, empatada com Simone Manuel. O ouro a fez a primeira pessoa campeã individual nascida na década de 2000.